# Dynastie Ngô

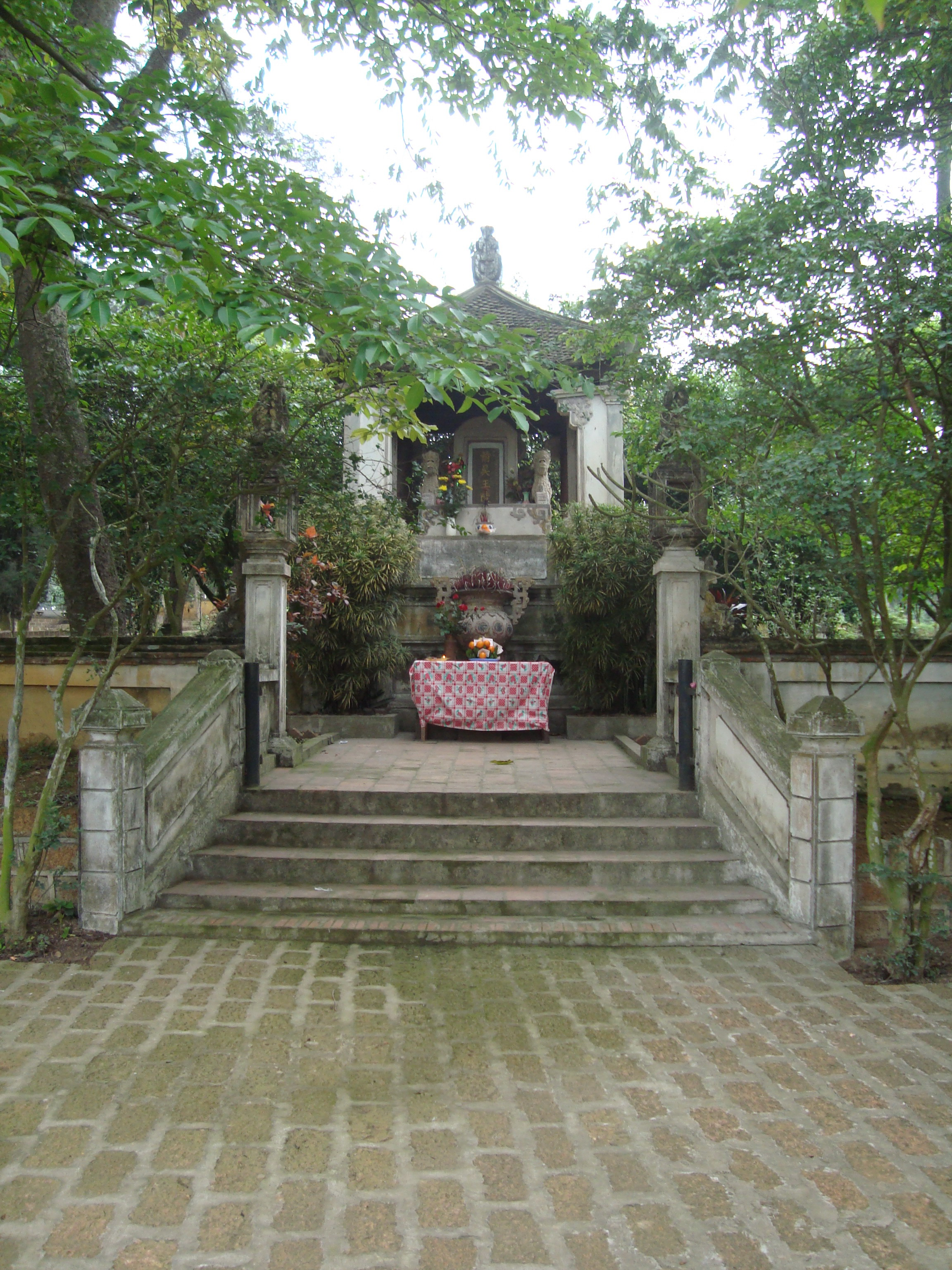
Mausolée du roi Ngô Quyền.

La Dynastie Ngô (en vietnamien Nhà Ngô) fut une dynastie vietnamienne qui régna de 939 à 968 après la clôture définitive de la domination impériale chinoise par Ngô Quyền avec l'épisode de Bataille du Bạch Đằng. En 938, Ngô Quyền qui avait assuré la direction des combats prend le pouvoir dut affronter un corps expéditionnaire Nan Han venu par la mer à Bach Dang. Grâce à son astuce, Ngô Quyền piégea l'envahisseur chinois et prit le dessus.
Fort de son succès, Ngô Quyền se proclame Empereur et installe sa Capitale à Co Loa. 

## Histoire
En 939, lorsque Ngô Quyền prend le pouvoir, le nord du Vietnam est une province vassale de la Chine et était connue sous le nom de Jiaozhi. 
Chaque année, le gouverneur de la province Jiaozhi devait payer un tribut et envoyer des offrandes à l'empereur de Chine. Au début des années 900, la Chine était affaiblie par des guerres intestines, cette époque fut nommée la Période des Cinq Dynasties et des Dix Royaumes. Pendant que l'empereur céleste de Chine était occupé par ses propres problèmes, la province Giao Chỉ profita de l'opportunité pour proclamer son indépendance. Ceci se déroula sous l'administration de Dương Đình Nghệ.

## Liste des Ngô
- 939-944 : Ngô Quyền ; Fondateur de la Dynastie
- 944-944 : Thîen Sach Vuong, son beau-frère ; 2d Empereur
- 945-950 : Binh Vuong, son fils, déposé ; 3e Empereur
- 951-954 : Thiên Sach Vuong, rétabli ; 4e Empereur
- 954-965 : Nam Tan Vuong, fils de Ngô Quyền, régent depuis 951 ; 5e Empereur
- 965-968 : Ngô Xuong Xi ; 6e Empereur

### Site connexes
- Đại Việt
- Histoire du Vietnam
- Dynastie Ngô (939-968)
- Dynastie des Đinh (968–980) ;
- Dynastie des Lê antérieurs (980–1009)